# 古浪县各级文物保护单位列表
以下为甘肃省武威市古浪县各级文物保护单位。

## 甘肃省文物保护单位
- 朵家梁遗址
- 老城遗址
- 古浪三角城遗址
- 潘家嘴墓群
- 青石湾墓群
- 三义殿
- 财神阁